# Labasa Airport
Labasa Airport är en flygplats i Fiji.   Den ligger i divisionen Norra divisionen, i den nordöstra delen av landet, 210 km nordost om huvudstaden Suva. Labasa Airport ligger 10 meter över havet. Den ligger på ön Vanua Levu.
Terrängen runt Labasa Airport är platt åt nordväst, men åt sydost är den kuperad. Runt Labasa Airport är det glesbefolkat, med 15 invånare per kvadratkilometer. Närmaste större samhälle är Lambasa, 4,5 km nordost om Labasa Airport. I omgivningarna runt Labasa Airport växer i huvudsak städsegrön lövskog.